# Костас Караманлис (млађи)
Костас Александру Караманлис (грч. Κωνσταντίνος Αλεξάνδρου Καραμανλής) је био председник Владе Грчке од 10. марта 2004. до октобра 2009. Рођен је 14. септембра 1956. године у Атини. На тој позицији је наследио Костаса Симитиса а на позицији премијера га је заменио Јоргос Папандреу. Караманлис је био вођа странке „Нова демократија“.
Дипломирао је на атинском правном факултету 1979, да би затим студирао економију на приватном колеџу Дери. Магистрирао је политичке науке и економију и докторирао историју дипломатије на правном факултету Флечер, односно на универзитету Тафтс у Америци, где је студирао од 1980. до 1984. године. 
Караманлис се бавио правом од 1984. до 1989. године и предавао политичке науке, историју дипломатије и корпоративно право на колеџу Дери од 1983. до 1985.